# Netwerkanalyse (elektrotechniek)
In de elektrotechniek wordt onder netwerkanalyse verstaan het berekenen van de spanning over en de stroom door elk van de componenten in een elektrisch netwerk. Een netwerk is een elektrische schakeling, dat wil zeggen een geheel van op de juiste manier onderling verbonden elektrische onderdelen.
Hoewel netwerkanalyse vooral in de elektronica, wellicht het meest bekende deelgebied van de elektrotechniek, wordt gebruikt, wordt het ook in andere deelgebieden toegepast.
Netwerkanalyse kan met verschillende methoden plaatsvinden. Veel methoden gaan ervan uit dat alle onderdelen in het netwerk lineair zijn. De wetten van Kirchhoff nemen in de analyse van lineaire netwerken een centrale plaats in. 

## Begripsdefinities
| Component                     | Onderdeel met twee of meer aansluitingen, waar stroom doorheen gaat Componenten worden soms belastingcomponenten genoemd. |
| Knooppunt                     | Punt waar aansluitingen van drie of meer componenten samenkomen |
| Tak                           | Deel van een netwerk dat twee knooppunten verbindt |
| Kring(loop)                   | Deel van een netwerk dat zodanig verbonden is dat het een gesloten lus vormt die niet verder te verdelen is in twee of meer afzonderlijke lussen |
| Poort                         | Twee aansluitingen waarvan de ingaande stroom in de ene gelijk is aan de uitgaande uit de andere |
| Schakeling of Circuit         | Synoniem met elektrisch netwerk zijn elektrische schakeling en elektrisch circuit. Een circuit is strikt genomen een stroom vanaf een aansluiting van een bron door een of meer componenten weer terug naar de andere aansluiting van de bron. In deze zin is een circuit een eenpoortnetwerk, hetgeen een triviaal geval is voor een analyse. Wanneer er een of meer verbindingen naar andere circuits zijn, dan vormen deze een netwerk dat ten minste twee poorten bevat. Circuit en netwerk worden vaak door elkaar gebruikt, maar veel netwerkanalisten gebruiken netwerk alleen voor een ideaal model bestaande uit ideale componenten.                                                                   |
| Overdrachtsfunctie            | De overdrachtsfunctie of transferfunctie is de relatie tussen de stroom en spanning tussen twee poorten. Vaak worden er een ingangspoort en een uitgangspoort gedefinieerd en beschrijft de overdrachtsfunctie de versterking of verzwakking, en de faseverschuiving. |
| Component- overdrachtsfunctie | Voor een component met twee aansluitingen, dat wil zeggen een eenpoortcomponent, worden de stroom en de spanning als invoer en als uitvoer beschouwd, zodat de overdrachtsfunctie de dimensie van een impedantie of van een admittantie heeft. Het is meestal arbitrair of de stroom dan wel de spanning als ingangsgrootheid wordt gekozen. Een component met drie of meer aansluitingen heeft twee of meer poorten, en de overdrachtsfunctie kan niet meer worden uitgedrukt als één impedantie. Gebruikelijk is dan om de overdrachtsfunctie als een matrix van parameters te beschrijven. Deze parameters kunnen impedanties of admittanties zijn, maar er zijn ook verschillende andere benaderingswijzen. |

## Equivalente circuits
De analyse wordt vaak vereenvoudigd door het aantal componenten te reduceren. Dat kan worden bereikt door de werkelijke componenten te vervangen door virtuele componenten die hetzelfde effect hebben. Zo kunnen in serie staande weerstanden gecombineerd worden tot hun vervangingsweerstand. Ook kan de vorm van een component worden vervangen door een die in een latere handeling eenvoudiger te reduceren is. Zo kan soms een spanningsbron volgens het stelling van Norton worden vervangen door een stroombron, zodat de inwendige weerstand van de bron later vervangen kan worden door een parallelle impedantie.
Een resistief circuit is een schakeling die alleen uit weerstanden, ideale stroombronnen en ideale spanningsbronnen bestaat. Als de bronnen voor een constante stroom zorgen is het resultaat een circuit met gelijkstroom. Onder het analyseren van het circuit verstaat men het berekenen van de stroom in de verschillende takken van het circuit en de spanning tussen verschillende knooppunten. De hier beschreven oplossingen gelden ook voor fasoranalyse van wisselstroomcircuits. Twee circuits heten equivalent met betrekking tot een tweetal aansluitingen wanneer de spanning over de aansluitingen en de stroom door de aansluitingen van het ene netwerk op dezelfde wijze samenhangen als die bij de aansluitingen van het andere netwerk.
Als in de nevenstaande afbeelding {\displaystyle V_{2}=V_{1}} impliceert dat {\displaystyle I_{2}=I_{1}} voor alle (reële) waarden van {\displaystyle V_{1}}, dan zijn de circuits 1 en 2 equivalent met betrekking tot de aansluitingen {\displaystyle ab} en {\displaystyle xy}.
Het bovenstaande voldoet als definitie voor een eenpoortsnetwerk. Voor meer dan één poort moet de definitie zodanig worden geformuleerd dat voor elk tweetal overeenkomstige poorten de spanningen en de stromen dezelfde relatie hebben. Zo zijn ster- en driehoeknetwerken in feite driepoortsnetwerken en vereisen zij drie simultane vergelijkingen om vast te kunnen stellen dat zij equivalent zijn.

## Natuurkundige wetten
De volgende zijn bij de analyse van een elektrisch netwerken van belang:
- De elektriciteitswetten van Kirchhoff zijn twee vergelijkingen die een uitspraaken doen over de stromen en spanningen in een elektrisch netwerk.
- De stelling van Norton stelt dat in een lineair elektrisch netwerk een deel daarvan met twee aansluitpunten, die de enige verbinding vormen met het overige netwerk, equivalent is aan een stroombron afgesloten met een weerstand.
- De stelling van Tellegen zegt, dat als een elektrisch netwerk de elektrische spanningen {\displaystyle V_{i}} en de stromen {\displaystyle I_{i}} in de takken {\displaystyle i} van het netwerk voldoen aan de elektriciteitswetten van Kirchhoff, dat dan geldt:

{\displaystyle \sum _{i}V_{i}I_{i}=0}
- De stelling van Thévenin zegt dat in een lineair elektrisch netwerk elke combinatie van spannings- en stroombronnen met weerstanden op twee aansluitpunten elektrisch equivalent is aan een spanningsbron met een weerstand in serie.

## Impedanties in serie en parallel
Ieder impedantienetwerk met twee aansluitingen kan worden gereduceerd tot een enkele impedantie door telkens impedanties in serie of parallel te plaatsen. Een impedantie is een weerstand die voor wisselstroom wordt gebruikt.
Impedanties in serie: {\displaystyle Z_{\mathrm {eq} }=Z_{1}+Z_{2}+\,\cdots \,+Z_{n}}
Impedanties parallel: {\displaystyle {\frac {1}{Z_{\mathrm {eq} }}}={\frac {1}{Z_{1}}}+{\frac {1}{Z_{2}}}+\,\cdots \,+{\frac {1}{Z_{n}}}}
Dit laatste geval is voor twee impedanties te vereenvoudigen tot: {\displaystyle Z_{\mathrm {eq} }={\frac {Z_{1}Z_{2}}{Z_{1}+Z_{2}}}}

### Veelhoek-ster-transformatie

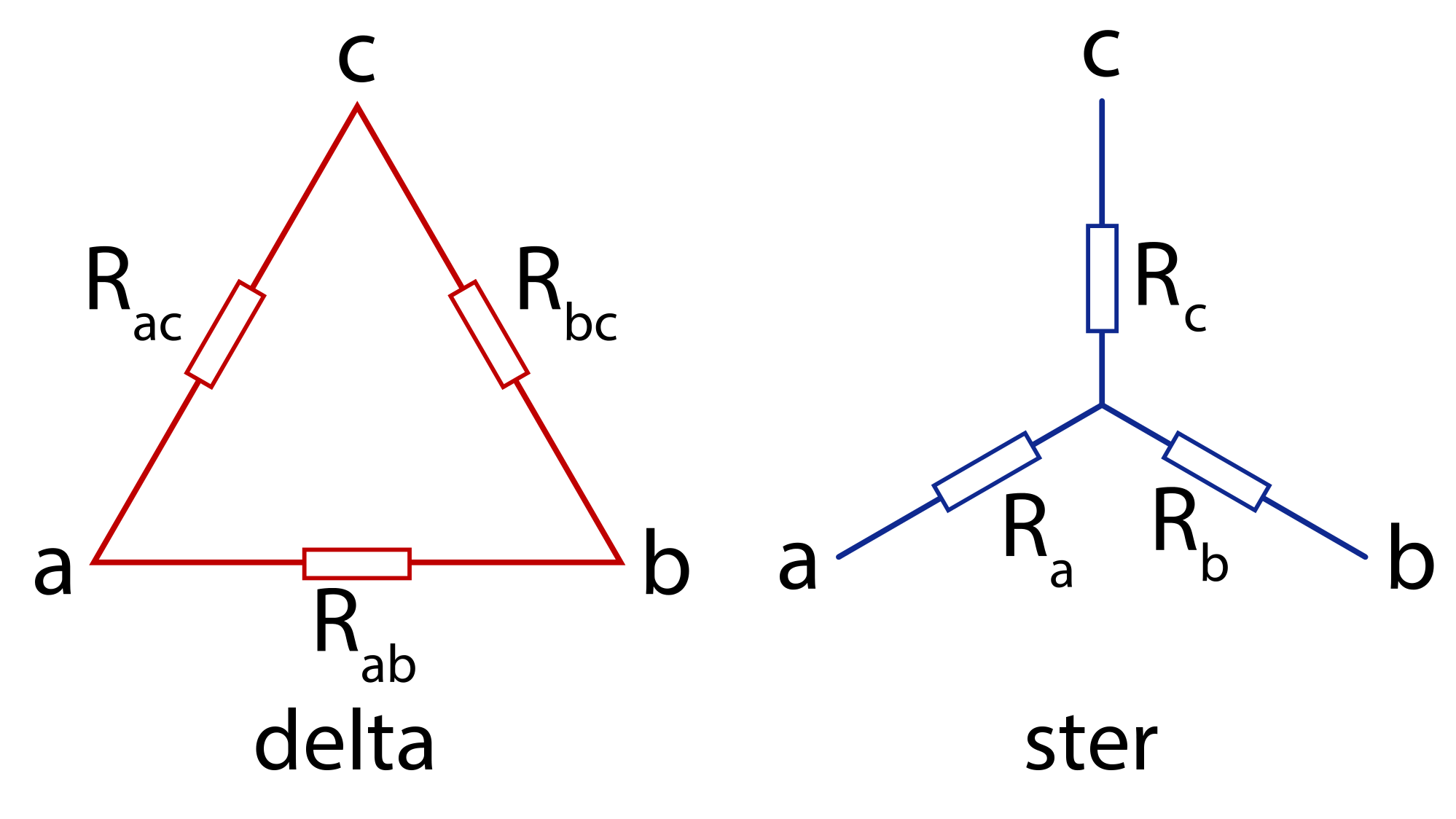
delta en sternetwerk

Een netwerk van impedanties met meer dan twee aansluitingen kan niet worden gereduceerd tot een circuit met één enkele impedantie. Een netwerk met n aansluitingen kan slechts tot n impedanties worden gereduceerd. Voor een netwerk met drie aansluitingen kunnen de drie impedanties worden uitgedrukt in een netwerk met drie knooppunten, dat wordt een veelhoek- of deltanetwerk genoemd, of een sternetwerk met vier knooppunten, een ster- of Y-netwerk. Deze twee netwerken zijn equivalent en de onderlinge transformaties worden hieronder weergegeven. Een algemeen netwerk met een willekeurig aantal aansluitingen kan niet worden gereduceerd tot het minimale aantal impedanties door slechts combinaties van serie- en parallelschakeling te gebruiken. In het algemeen zullen er ook ster-veelhoek- en veelhoek-stertransformaties moeten worden gebruikt. Bewezen kan worden dat dit voldoende is om voor ieder willekeurig netwerk het minimale netwerk te vinden door achtereenvolgens serie-, parallel-, ster-veelhoek- en veelhoek-stertransformaties te hanteren. Ingewikkelder transformaties zijn niet nodig.
Voor equivalentie moeten de impedanties tussen elk paar aansluitingen voor beide netwerken gelijk zijn, zodat een stelsel van drie simultane vergelijkingen ontstaat. Onderstaande vergelijkingen zijn uitgedrukt als weerstanden, maar zij gelden in dezelfde vorm voor het algemene geval van impedanties.

#### Vergelijkingen voor driehoek-stertransformaties
{\displaystyle R_{a}={\frac {R_{ac}R_{ab}}{R_{ac}+R_{ab}+R_{bc}}}\quad } {\displaystyle R_{b}={\frac {R_{ab}R_{bc}}{R_{ac}+R_{ab}+R_{bc}}}\quad } {\displaystyle R_{c}={\frac {R_{bc}R_{ac}}{R_{ac}+R_{ab}+R_{bc}}}}

#### Vergelijkingen voor ster-driehoektransformaties
{\displaystyle R_{ac}={\frac {R_{a}R_{b}+R_{b}R_{c}+R_{c}R_{a}}{R_{b}}}}
{\displaystyle R_{ab}={\frac {R_{a}R_{b}+R_{b}R_{c}+R_{c}R_{a}}{R_{c}}}}
{\displaystyle R_{bc}={\frac {R_{a}R_{b}+R_{b}R_{c}+R_{c}R_{a}}{R_{a}}}}

### Algemene vorm van knooppunt-eliminatie
De ster-veelhoektransformatie en de serieweerstand-transformatie zijn bijzondere gevallen van het algemene algoritme voor het elimineren van knooppunten in weerstandsnetwerken. Ieder knooppunt dat met {\displaystyle n} weerstanden {\displaystyle R_{1},\ldots ,R_{n}} is verbonden met de knooppunten {\displaystyle 1,\ldots ,n}, kan worden vervangen door {\displaystyle \scriptstyle {n \choose 2}} weerstanden die de overige {\displaystyle n} knooppunten verbinden. De weerstand tussen elk paar knooppunten {\displaystyle x} en {\displaystyle y} bedraagt:
{\displaystyle R_{xy}=R_{x}R_{y}\sum _{i=1}^{n}{\frac {1}{R_{i}}}}
Dit wordt op de volgende manier gereduceerd:
- voor een ster-driehoektransformatie {\displaystyle n=3}

{\displaystyle R_{ab}=R_{a}R_{b}\left({\frac {1}{R_{a}}}+{\frac {1}{R_{b}}}+{\frac {1}{R_{c}}}\right)={\frac {R_{a}R_{b}(R_{a}R_{b}+R_{a}R_{c}+R_{b}R_{c})}{R_{a}R_{b}R_{c}}}={\frac {R_{a}R_{b}+R_{b}R_{c}+R_{c}R_{a}}{R_{c}}}}
- voor een seriereductie {\displaystyle n=2}

{\displaystyle R_{ab}=R_{a}R_{b}\left({\frac {1}{R_{a}}}+{\frac {1}{R_{b}}}\right)=R_{a}R_{b}{\frac {R_{a}+R_{b}}{R_{a}R_{b}}}=R_{a}+R_{b}}
- Voor een losse weerstand komt dit neer op het elimineren van de weerstand, {\displaystyle n=1} en {\displaystyle {1 \choose 2}=0}.

## Brontransformatie

links: stelling van Thévenin, rechts: stelling van Norton

Een bron met een inwendige impedantie, dat wil zeggen een niet-ideale bron, kan worden voorgesteld als ideale spanningsbron of een ideale stroombron, met de inwendige impedantie. Deze twee vormen zijn equivalent, en onderstaand worden de transformatie weergegeven. Als de twee netwerken equivalent zijn ten opzichte van de aansluitingen {\displaystyle ab}, dan moeten {\displaystyle V} en {\displaystyle I} voor beide netwerken identiek zijn. Derhalve:
{\displaystyle V_{\mathrm {s} }=RI_{\mathrm {s} }} oftewel {\displaystyle I_{\mathrm {s} }={\frac {V_{\mathrm {s} }}{R}}}
- De stelling van Norton zegt dat ieder netwerk met twee aansluitingen kan worden vervangen door een ideale stroombron en een parallelimpedantie.
- De stelling van Thévenin zegt dat ieder netwerk met twee aansluitingen kan worden vervangen door een ideale spanningsbron en een serie-impedantie.

## Eenvoudige netwerken
Enkele eenvoudige netwerken kunnen worden geanalyseerd zonder deze systematische aanpak.

### Spanningsdeling door in serie geschakelde componenten
Voor {\displaystyle n} in serie geschakelde impedanties is de spanning {\displaystyle V_{i}} over een willekeurige impedantie {\displaystyle Z_{i}}:
{\displaystyle V_{i}=Z_{i}I=\left({\frac {Z_{i}}{Z_{1}+Z_{2}+\ldots +Z_{n}}}\right)V}

### Stroomdeling door parallelgeschakelde componenten
Voor {\displaystyle n} in parallel geschakelde impedanties is de stroom {\displaystyle I_{i}} door een willekeurige impedantie {\displaystyle Z_{i}}:
{\displaystyle I_{i}=\left({\frac {\frac {1}{Z_{i}}}{{\frac {1}{Z_{1}}}+{\frac {1}{Z_{2}}}+\ldots +{\frac {1}{Z_{n}}}}}\right)I}

#### Bijzonder geval: stroomdeling door twee parallelgeschakelde componenten
{\displaystyle I_{1}=\left({\frac {Z_{2}}{Z_{1}+Z_{2}}}\right)I}

## Analyse

### Knooppuntanalyse
1. Nummer alle knooppunten in het circuit. Kies een willekeurig knooppunt als referentie.
2. Definieer voor ieder knooppunt een variabele voor de spanning tussen dat knooppunt en het referentieknooppunt. Deze spanningsvariabelen moeten worden gedefinieerd als een spanningstoenames ten opzichte van het referentieknooppunt.
3. Stel voor ieder knooppunt, behalve het referentieknooppunt, de stroomvergelijking van Kirchhoff op.
4. Los het resulterende stelsel vergelijkingen op.

### Kringloopanalyse
Een kringloop is een lus die geen inwendige lussen bevat.
1. Tel het aantal veelhoeken in het circuit. Definieer een kringloopstroom voor elke veelhoek.
2. Stel voor iedere kringloop waarvan de stroom niet bekend is, de spanningsvergelijking van Kirchhoff op.
3. Los het resulterende stelsel vergelijkingen op.

### Superpositie
Bij deze methode wordt het effect van elke bron afzonderlijk berekend. Alle overige bronnen worden beschouwd als niet aanwezig, oftewel spanningsbronnen vervangen door een kortsluiting en stroombronnen vervangen door een onderbreking. De totale stroom door en de totale spanning over een tak is dan gelijk aan de som van alle afzonderlijke stromen door en spanningen over die tak.
Dit is gebaseerd op de aanname dat de totale stroom respectievelijk spanning de lineaire superpositie is van de afzonderlijke stromen respectievelijk spanningen. Deze methode kan dan ook niet worden gebruikt als er niet-lineaire componenten aanwezig zijn.
Merk op dat ook knooppunt- en kringloopanalyse impliciet superpositie gebruiken. Ook deze zijn dus alleen geldig voor lineaire circuits.

## Keuze van de methode
De keuze van een methode is tot op zekere hoogte een kwestie van smaak. Voor eenvoudige netwerken, of wanneer slechts een bepaalde spanning of stroom hoeft te worden berekend, kan vaak het ad hoc toepassen van eenvoudige equivalente circuits tot de oplossing leiden zonder dat men de meer systematische methodes hoeft te gebruiken.
- Superpositie is wellicht conceptueel de meest eenvoudige methode, maar hij leidt, naarmate het netwerk groter wordt, snel tot een groot aantal vergelijkingen en rommelige combinaties van impedanties.
- Knooppuntanalyse: Het aantal spanningsvariabelen, en daarmee het aantal op te lossen simultane vergelijkingen, is één minder dan het aantal knooppunten. Elke spanningsbron die verbonden is met het referentieknooppunt reduceert het aantal onbekenden (en het aantal vergelijkingen) met één. Knooppuntanalyse is dus het meest geschikt voor spanningsbronnen.
- Kringloopanalyse: Het aantal stroomvariabelen, en daarmee het aantal op te lossen simultane vergelijkingen, is gelijk aan het aantal kringlopen. Elke stroombron in een kringloop reduceert het aantal onbekenden met één. Kringloopanalyse is dus het meest geschikt voor stroombronnen. Kringloopanalyse kan echter niet worden gebruikt voor netwerken die niet als planair netwerk kunnen worden getekend, dat wil zeggen zonder elkaar kruisende componenten.[4]

## Overdrachtsfunctie
Een overdrachtsfunctie beschrijft de relatie tussen de uitvoer en de invoer van een netwerk. Voor resistieve netwerken is dat altijd een eenvoudig reëel getal of een uitdrukking die neerkomt op een reëel getal. Resistieve netwerken worden weergegeven door een stelsel van simultane algebraïsche vergelijkingen. In het algemeen echter worden netwerken beschreven door een stelsel van simultane lineaire differentiaalvergelijkingen. In de netwerkanalyse is het echter niet gebruikelijk de differentiaalvergelijkingen rechtstreeks op te hanteren. Men voert er daarentegen eerst een laplacetransformatie op uit, waarna men het resultaat uitdrukt in de laplaceparameter {\displaystyle s}, die in het algemeen een complex getal is. Dit wordt „in het {\displaystyle s}-domein werken” genoemd. Rechtstreeks met de differentiaalvergelijkingen werken heet „in het {\displaystyle t}-domein werken”, omdat het resultaat uitgedrukt wordt als functie van de tijd {\displaystyle t}. De Laplacetransformatie is de wiskundige methode om tussen het {\displaystyle t}- en het {\displaystyle s}-domein transformeren.
Dit is de standaardmethode in de regeltheorie en is van nut voor het bepalen van de stabiliteit van het systeem, bijvoorbeeld in een versterker met terugkoppeling.

### Overdrachtsfuncties voor een eenpoortnetwerk
Voor eenpoortnetwerken (componenten met twee aansluitingen) is de overdrachtsfunctie de relatie tussen de stroom door de component, en de resulterende spanning die erover komt te staan. De overdrachtsfunctie, {\displaystyle Z_{s}}, heeft dus de dimensie van een impedantie – eenheid ohm. Voor de drie passieve componenten in elektrische netwerken zijn de overdrachtsfuncties:
| Weerstand:                | {\displaystyle Z(s)=R}               |
| Spoel (inductie):         | {\displaystyle Z(s)=sL}              |
| Condensator (capaciteit): | {\displaystyle Z(s)={\frac {1}{sC}}} |
Voor een netwerk waar alleen stationaire wisselspanningen en -stromen optreden, wordt {\displaystyle s} vervangen door {\displaystyle \omega }, waardoor de bekende formules voor wisselstroom tevoorschijn komen:
| Weerstand:                | {\displaystyle Z(j\omega )=R}                      |
| Spoel (inductie):         | {\displaystyle Z(j\omega )=j\omega L}              |
| Condensator (capaciteit): | {\displaystyle Z(j\omega )={\frac {1}{j\omega C}}} |
Voor een netwerk met alleen gelijkspanningen en -stromen wordt s vervangen door 0 en de netwerktheorie is van toepassing:
| Weerstand:                | {\displaystyle Z=R}       |
| Spoel (inductie):         | {\displaystyle Z=0}       |
| Condensator (capaciteit): | {\displaystyle Z=\infty } |

### Overdrachtsfunctie voor een tweepoortnetwerk
Overdrachtsfuncties worden veelal aangeduid met {\displaystyle H(s)}. In de elektronica wordt de overdrachtsfunctie gedefinieerd als de verhouding tussen uitgangsspanning en de ingangsspanning. Hij wordt in beginsel geschreven als {\displaystyle A(s)}, of in de praktijk vaak als {\displaystyle A(j\omega )} omdat vrijwel altijd geanalyseerd wordt voor sinusvormige signalen. Zodoende geldt:
{\displaystyle A(j\omega )={\frac {V_{0}}{V_{i}}}}
Het symbool {\displaystyle A} komt, afhankelijk van de context, van het Engelse amplification (versterking) resp. attenuation (verzwakking). In het algemeen is dit een complexe functie van {\displaystyle A(j\omega )}, die afgeleid wordt uit een analyse van de impedanties in het netwerk en hun afzonderlijke overdrachtsfuncties. Soms is men alleen geïnteresseerd in de grootte van de versterking en niet in de fasehoek. In dat geval kunnen de complexe getallen worden gereduceerd tot hun reële delen:
{\displaystyle A(\omega )=\left|{\frac {V_{o}}{V_{i}}}\right|}

#### Tweepoortparameters
Het concept van een tweepoortnetwerk in de netwerkanalyse kan zinvol zijn voor een zwartedoosbenadering van de analyse. Het gedrag van het tweepoortnetwerk binnen een groter netwerk kan volledig worden gekarakteriseerd zonder dat men noodzakelijkerwijs iets over de inwendige opbouw zou moeten weten. Hiervoor is echter meer nodig dat slechts de hierboven beschreven {\displaystyle A(j\omega )}. Bewezen kan worden dat er vier van dergelijke parameters nodig zijn om het tweepoortnetwerk volledig te beschrijven. Dat kunnen zijn de voorwaartse overdrachtsfunctie, de ingangsimpedantie, de achterwaartse overdrachtsfunctie, dat wil zeggen de spanning die op de ingang verschijnt als er een spanning op de uitgang wordt gezet, en de uitgangsimpedantie. Er zijn nog verschillende andere mogelijkheden. Zo is er een die de parameters als vier impedanties geeft, een andere als vier admittanties, weer een andere als één impedantie, één admittantie en twee dimensieloze grootheden. Gewoonlijk worden de vergelijkingen in matrixvorm geschreven:
{\displaystyle {\begin{bmatrix}V_{1}\\V_{0}\end{bmatrix}}={\begin{bmatrix}z_{11}(j\omega )&z_{12}(j\omega )\\z_{21}(j\omega )&z_{22}(j\omega )\end{bmatrix}}{\begin{bmatrix}I_{1}\\I_{0}\end{bmatrix}}}
De matrix kan worden vereenvoudigd tot een representatief element:
{\displaystyle [z(j\omega )]}, of simpelweg {\displaystyle [z]}
Deze concepten kunnen worden uitgebreid tot netwerken met meer dan twee poorten. In de praktijk wordt dit echter zelden gedaan, omdat in de meeste praktische gevallen poorten hetzij als zuivere ingang, hetzij als zuivere uitgang worden beschouwd. Als de achterwaartse overdrachtsfuncties buiten beschouwing worden gelaten, kan een veelpoortnetwerk altijd worden ontleed in een aantal tweepoortnetwerken.

## Niet-lineaire netwerken
De meeste elektronische netwerken zijn in werkelijkheid niet-lineair. Er zijn er maar weinig zonder halfgeleidercomponenten, en halfgeleidercomponenten zijn vrijwel allemaal niet-lineair. Zo is de overdrachtsfunctie van een ideale p-n-overgang, een diode, in hoge mate niet-lineair:
{\displaystyle i=I_{0}(e^{v/V_{T}}-1)}
waarin:
- {\displaystyle i} en {\displaystyle v} zijn de momentane stroom en spanning;
- {\displaystyle I_{0}} is een parameter, genaamd de lekstroom, waarvan de waarde afhangt van de constructie van de component;
- {\displaystyle V_{T}} is een parameter evenredig met de temperatuur, de zgn. thermische spanning, en gelijk aan ca. 25 mV bij kamertemperatuur.

Er kunnen in een netwerk nog vele andere vormen van niet-lineariteit optreden. Alle methodes die op lineaire superpositie zijn gebaseerd, zijn ongeschikt wanneer er niet-lineaire componenten aanwezig zijn. Er zijn verschillende mogelijkheden om met niet-lineariteit om te gaan, afhankelijk van het soort netwerk en van de informatie die de analist wil verkrijgen.

### Constitutieve vergelijkingen
Bovengenoemde diodevergelijking is een voorbeeld van een constitutieve vergelijking of stofvergelijking in zijn algemene vorm:
{\displaystyle f(v,i)=0}
Dit kan worden beschouwd als een niet-lineaire weerstand. De overeenkomstige constitutieve vergelijkingen voor spoelen en condensatoren zijn:
{\displaystyle f(v,\varphi )=0}
{\displaystyle f(v,q)=0}
Hierin is {\displaystyle f} een willekeurige functie, {\displaystyle \varphi } is de opgeslagen magnetische flux en {\displaystyle q} is de opgeslagen lading.

### Bestaanbaarheid, uniciteit en stabiliteit
Een belangrijke overweging bij de analyse van niet-lineaire netwerken is de vraag van de uniciteit. Een netwerk dat geheel uit lineaire componenten bestaat, heeft altijd één en slechts één oplossing voor een gegeven verzameling randvoorwaarden. Bij niet-lineaire netwerken is dit niet altijd het geval. Zo gaat er bijvoorbeeld door een lineaire weerstand bij één bepaalde spanning altijd slechts één stroom. Door een niet-lineaire tunneldiode daarentegen kunnen bij één en dezelfde spanning drie verschillende stromen gaan. Dat wil zeggen dat een bepaalde oplossing voor de stroom door de diode niet uniek; er kunnen nog andere waarden zijn die net zo correct zijn. Ook zijn er situaties waar helemaal geen oplossing bestaat. Naar de bestaanbaarheid moet dus ook worden gekeken.
Een ander belangrijk aspect is de stabiliteit. Er kan een bepaalde oplossing bestaan, maar deze hoeft nog niet stabiel te zijn en zou door de minste stimulatie gemakkelijk van dat punt kunnen afwijken. Er kan worden bewezen dat een netwerk dat onder alle condities absoluut stabiel moet zijn, één en slechts één oplossing moet hebben voor elke verzameling randvoorwaarden.

### Methodes

#### Booleaanse analyse van schakelende netwerken
Een schakelende component is een component waar het niet-lineaire gedrag wordt gebruikt om twee tegengestelde toestanden te realiseren. Zo hebben CMOS-componenten in digitale circuits een uitgang hetzij op de positieve, hetzij op de negatieve voedingsspanning staan; zij zitten nooit op een daar tussenin liggende spanning, behalve tijdens de toestandsverandering tussen beide niveaus wanneer de component daadwerkelijk bezig is om te schakelen. Deze componenten zijn zodanig ontwikkeld dat de niet-lineariteit extreem is, en de analist kan daar nuttig gebruik van maken. Dergelijke netwerken kunnen worden geanalyseerd door middel van booleaanse algebra door aan bijvoorbeeld de twee toestanden "aan/uit", "positief/negatief" de booleaanse constanten "0" en "1" toe te kennen.
De toestandsovergangen, transiënten, blijven bij deze analyse buiten beschouwing, evenals eventuele kleine discrepanties tussen de werkelijke toestand van de component en de nominale, booleaanse toestand die daaraan wordt. toegekend. Wanneer bijvoorbeeld de booleaanse waarde "1" wordt toegekend aan de toestand +5 V, dan zal een uitgangsspanning van +4,5 V in de analyse ook nog als booleaanse waarde "1" worden beschouwd. Fabrikanten van componenten specificeren gewoonlijk een bepaald waardebereik als ongedefinieerd, zodat het resultaat daar eveneens ongedefinieerd is.
De transiënten zijn niet geheel onbelangrijk voor de analist. De maximale schakelsnelheid wordt bepaald door de snelheid waarmee de overgang van de ene naar de andere toestand plaatsvindt. Daar bij de meeste componenten de overgang in het lineaire gebied van de overdrachtsfunctie plaatsvindt, kan lineaire analyse worden gebruikt om in elk geval een benaderd resultaat te verkrijgen.
Wiskundig is het mogelijk om booleaanse algebra’s af te leiden die meer dan twee toestanden kennen. Hoewel componenten met drie toestanden regelmatig worden gebruikt, is er in de praktijk in de elektronica niet veel behoefte aan een dergelijke booleaanse algebra met meer toestanden.

#### Scheiden van gelijkstroominstelling en signaalanalyse
Deze techniek wordt gebruikt wanneer het netwerk in essentie lineair wordt gebruikt, maar de gebruikte componenten niet-lineair zijn. Een voorbeeld hiervan is een transistorversterker.
De essentie van deze methode is dat de analyse in twee delen wordt gesplitst. Eerst wordt met een niet-lineaire methode de gelijkstroominstelling geanalyseerd. Dit levert het zogenaamde instelpunt van het circuit. Vervolgens worden de eigenschappen van het circuit voor kleine signalen geanalyseerd door middel van lineaire netwerkanalyse. Hieronder volgen voorbeelden van de beide stadia.

#### Grafische methode voor analyse van de gelijkstroominstelling
In zeer veel netwerkontwerpen wordt de gelijkstroominstelling via een weerstand (of een weerstandsnetwerk) op de niet-lineaire component gezet. Daar weerstanden lineaire componenten zijn, kan de gelijkstroominstelling van de niet-lineaire component eenvoudig uit de grafiek van zijn overdrachtsfunctie worden afgeleid. Eerst wordt met lineaire analyse de uitgangsoverdrachtsfunctie (uitgangsspanning als functie van uitgangsstroom) van het weerstandsnetwerk en de voedingsbron berekend. Dat is een rechte lijn, die eenvoudig over de grafiek van de overdrachtsfunctie van de niet-lineaire component kan worden gelegd. Het snijpunt van de twee lijnen is het gelijkstroominstelpunt.
De in de praktijk wellicht eenvoudigste methode is om de (lineaire) onbelaste spanning en de kortsluitstroom van het weerstandsnetwerk (inclusief de voeding) te berekenen en deze twee punten in de grafiek van de overdrachtsfunctie van de niet-lineaire component te tekenen. De verbindingslijn van deze punten is de overdrachtsfunctie van het weerstandsnetwerk.
In de praktijk zal de ontwerper in omgekeerde richting werken. Uitgaande van de grafiek in het gegevensblad van de niet-lineaire component kiest de ontwerper het gewenste instelpunt en berekent dan de waarden van het weerstandsnetwerk die nodig zijn om dat punt te bereiken.
Deze methode kan nog steeds worden gebruikt als de in te stellen component zijn instelling aangeboden krijgt door een niet-lineaire component, zoals een diode. De grafiek van de netwerkoverdrachtsfunctie is nu echter geen rechte lijn, waardoor deze methode nu meer werk is.

#### Equivalent circuit voor kleine signalen
Deze methode kan worden gebruikt wanneer de afwijkingen van de in- en uitgangssignalen klein genoeg zijn om binnen het als lineair te beschouwen gebied van de niet-lineaire overdrachtsfunctie te blijven. Onder een verzameling van deze specifieke voorwaarden kan de niet-lineaire component worden voorgesteld door een equivalent lineair netwerk. Men moet zich wel realiseren dat dit equivalente circuit geheel denkbeeldig is en alleen geldt voor kleine signaalafwijkingen ten opzichte van het instelpunt. Het kan absoluut niet wordt toegepast op de gelijkstroominstelling van de component.
Voor een eenvoudige component met twee aansluitingen hoeft het equivalente circuit vaak niet meer dan slechts twee componenten te hebben. Een weerstand gelijk aan de helling van de {\displaystyle V/I}-kromme in het instelpunt, en rakend aan de kromme, is voldoende. Omdat deze lijn in het algemeen niet door de oorsprong zal gaan, is ook een bron nodig. Voor een component met meer aansluitingen zijn ingewikkelder equivalente circuits nodig.
Een onder transistorfabrikanten populaire manier om het voor kleine signalen equivalente circuit te specificeren, is tweepoortnetwerk-parameters te gebruiken, en wel de zogenaamde [h]-parameters. Deze vormen een matrix van vier elementen, net als bij de [z]-matrix, maar een hybride combinatie van impedanties, admittanties, spanningsversterkingen en stroomversterkingen.
{\displaystyle {\begin{bmatrix}V_{1}\\I_{2}\end{bmatrix}}={\begin{bmatrix}H_{11}&H_{12}\\H_{21}&H_{22}\end{bmatrix}}{\begin{bmatrix}I_{1}\\V_{2}\end{bmatrix}}}
Hier is {\displaystyle H_{11}} de ingangsimpedantie, {\displaystyle H_{22}} de uitgangsadmittantie, {\displaystyle H_{12}} de spanningsversterking en {\displaystyle H_{21}} de stroomversterking.
Een transistor, die drie aansluitingen heeft, wordt hier beschouwd als een tweepoortnetwerk, waarbij een van zijn aansluitingen aan beide poorten ligt. De [h]-parameters verschillen sterk naargelang welke aansluiting aan beide poorten ligt. In de gemeenschappelijke-emitterconfiguratie is de belangrijkste parameter bij een transistor gewoonlijk de stroomversterking, {\displaystyle h_{21}}. Op gegevensbladen wordt deze meestal {\displaystyle h_{fe}} of {\displaystyle \beta } genoemd:
{\displaystyle {\begin{bmatrix}V_{1}\\I_{2}\end{bmatrix}}={\begin{bmatrix}Z_{11}&\mu _{12}\\\beta _{21}&Y_{22}\end{bmatrix}}{\begin{bmatrix}I_{1}\\V_{2}\end{bmatrix}}}

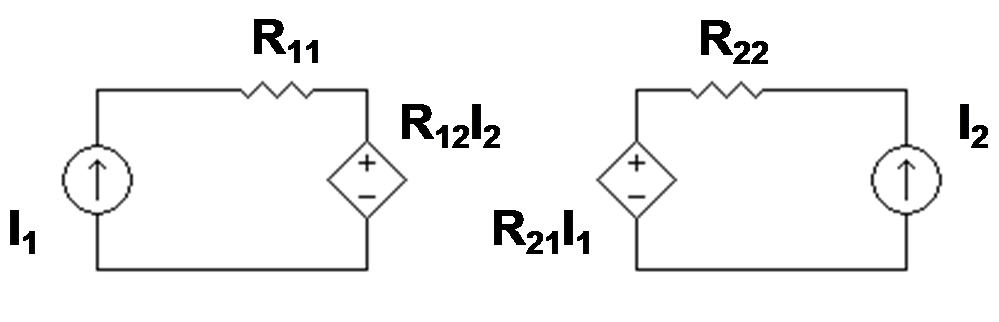
[z]-parameter-equivalent circuit met afhankelijke spanningsbronnen

De equivalente circuits voor kleine signalen bij tweepoorten leiden tot het concept van afhankelijke bronnen. Dat wil zeggen dat de waarde van ene spannings- op stroombron lineair afhangt van een spanning of stroom elders in het circuit. Zo leidt het [z]-parametermodel tot afhankelijke spanningsbronnen, zoals in nevenstaande afbeelding getoond.
Een equivalent circuit voor een tweepoort zal altijd afhankelijke bronnen bevatten. Dat geldt zowel voor [h]-parameterequivalentie als voor [z]-parameterequivalentie, of welke ander soort dan ook. Deze afhankelijkheden moeten worden behouden bij het verder uitwerken van de vergelijkingen voor het analyseren van grotere netwerken.

#### Stuksgewijs lineaire methode
Bij deze methode wordt de overdrachtsfunctie van de niet-lineaire component in stukken geknipt, en wel zo dat elk stuk door een rechte lijn kan worden benaderd. Daarmee wordt de overdrachtsfunctie lineair tot een bepaald punt, waar dan een discontinuïteit optreedt. Voorbij dat punt is de overdrachtsfunctie weer lineair, maar met een andere helling.
Een bekende toepassing van deze methode is de benadering van een p-n-diode. De werkelijke overdrachtsfunctie van een ideale diode is hierboven, onder Niet-lineaire netwerken, gegeven:
{\displaystyle i=I_{0}(e^{v/V_{T}}-1)}
Deze formule wordt in de netwerkanalyse echter zelden gebruikt. In plaats daarvan wordt een stuksgewijs lineaire methode gebruikt. Men kan zien dat de diodestroom snel naar –I0 daalt wanneer de spanning lager wordt. Deze stroom is in de praktijk zo klein dat hij meestal verwaarloosd kan worden. Bij toenemende spanning stijgt de stroom exponentieel. De diode wordt voorgesteld als een open circuit tot aan het knikpunt van de exponentiële kromme, en verder als een weerstand ter grootte van de bulkweerstand van het halfgeleidermateriaal.
De gewoonlijk gehanteerde waarden voor de sperspanning zijn 0,7 V voor siliciumcomponenten en 0,3 V voor germaniumcomponenten. Een nog eenvoudiger model van de diode, die soms voor schakeltoepassingen wordt gebruikt, is een kortsluiting voor spanningen in de doorlaatrichting en een open circuit voor spanningen in de sperrichting.
Het model waarbij een p-n-overgang in doorlaatrichting een ongeveer constante spanning van 0,7 V heeft, is ook een veelgebruikte benadering voor de basis-emitterovergang in een transistorversterker.
De stuksgewijs lineaire methode lijkt in zoverre op de kleinesignaalmethode, dat lineaire netwerkanalyse alleen kan worden toegepast wanneer de signalen binnen bepaalde grenzen blijven. Als het signaal een discontinuïteitspunt passeert, is het model niet meer geldig voor lineaire analyses. Voordeel van het model boven het kleinesignaalmodel is echter dat het geldig is zowel voor signalen als voor de gelijkstroominstelling. Beide kunnen daarom met dezelfde bewerkingen worden geanalyseerd en zijn lineair superponeerbaar.

### Tijdsafhankelijke componenten
In de lineaire analyse wordt ervan uitgegaan dat de netwerkcomponenten niet veranderen. Maar in sommige circuits is dat niet van toepassing. Men kan hierbij denken aan zaagtandoscillatoren, spanningsgestuurde versterkers en variabele equalizers. In veel gevallen is de verandering periodiek. Een niet-lineaire component die met een periodiek signaal wordt geëxciteerd, kan worden voorgesteld als een periodiek veranderende lineaire component. Sidney Darlington ontdekte een methode om dergelijke periodiek veranderende circuits te analyseren. Hij ontwierp canonieke circuitvormen die analoog waren aan de canonieke vormen van Ronald Foster en Wilhelm Cauer die worden gebruikt voor de analyse van lineaire circuits.

## Voetnoten
1. ↑  J Bush. Linear electric circuits, 15 januari 2018.
2. ↑  V Belevitch. Summary of the History of Circuit Theory. in Proceedings of the IRE, mei 1962. 50, 5, blz 848-855.  
 citeert IRE Standards on Circuits: Definitions of Terms for Linear Passive Reciprocal Time Invariant Networks. in Proceedings of the IRE, september 1960. 48, 9, blz 1609  voor de definitie 
 S Darlington. A history of network synthesis and filter theory for circuits composed of resistors, inductors, and capacitors. in IEEE Trans. Circuits and Systems, 1984. 31, 1 
 volgt Belevitch maar merkt op dat in de omgangstaal netwerk op veel meer manieren wordt gebruikt
3. ↑  JW Nilsson en SA Riedel. Electric Circuits, 2007. ISBN 0-13-198925-1, blz 112–113, op Google Books
4. ↑  JW Nilsson en SA Riedel. Electric Circuits, 2007. ISBN 0-13-198925-1, blz 94, op Google Books
5. ↑  HJ Butterweck. Elektrische netwerken, 1974. hoofdstuk 8, blz 179 en verder
6. ↑  Ljiljana Trajković. Nonlinear circuits, 2005. in Wai-Kai Chen. The Electrical Engineering Handbook, blz 79-81 ISBN 0121709604

## Websites
- (en)  Nodal Analysis of Op Amp Circuits. gearchiveerd, knooppuntanalyse van operationele-versterkercircuits
- (en)  Analysis of Resistive Circuits.
- (en)  DC Circuit Examples. wetten, voorbeelden en oplossingen op het gebied van netwerkanalyse
- (en)  Solved Problems in Electrical Circuits. opgeloste problemen in elektrische circuits